# Huntersville (Karolina Północna)
Huntersville – miasto w Stanach Zjednoczonych, w stanie Karolina Północna, w hrabstwie Mecklenburg. Według spisu z 2020 roku liczy 61,4 tys. mieszkańców. Jest częścią obszaru metropolitalnego Charlotte.